# Berryville (Texas)
Berryville és una població dels Estats Units a l'estat de Texas. Segons el cens del 2000 tenia 891 habitants.

## Demografia
Segons el cens del 2000, Berryville tenia 891 habitants, 355 habitatges, i 263 famílies. La densitat de població era de 262,6 habitants/km².
Dels 355 habitatges en un 29% hi vivien nens de menys de 18 anys, en un 59,4% hi vivien parelles casades, en un 11,5% dones solteres, i en un 25,9% no eren unitats familiars. En el 22% dels habitatges hi vivien persones soles l'11% de les quals corresponia a persones de 65 anys o més que vivien soles. El nombre mitjà de persones vivint en cada habitatge era de 2,51 i el nombre mitjà de persones que vivien en cada família era de 2,92.
Per edats la població es repartia de la següent manera: un 24,2% tenia menys de 18 anys, un 8,2% entre 18 i 24, un 25,7% entre 25 i 44, un 25,8% de 45 a 60 i un 16% 65 anys o més.
L'edat mediana era de 39 anys. Per cada 100 dones de 18 o més anys hi havia 94 homes.
La renda mediana per habitatge era de 31.618 $ i la renda mediana per família de 35.990 $. Els homes tenien una renda mediana de 29.167 $ mentre que les dones 19.853 $. La renda per capita de la població era de 14.478 $. Aproximadament el 13,7% de les famílies i el 16,4% de la població estaven per davall del llindar de pobresa.

## Poblacions més properes
El següent diagrama mostra les poblacions més properes.